# Loch Arthur
Loch Arthur är en sjö i Storbritannien.   Den ligger i riksdelen Skottland, i den centrala delen av landet, 400 km nordväst om huvudstaden London. Loch Arthur ligger 92 meter över havet. I omgivningarna runt Loch Arthur växer i huvudsak blandskog.